# Kupa na Bălgarija 2005-2006
La Coppa di Bulgaria 2006-2007 è stata la 24ª edizione di questo trofeo, e la 66ª in generale di una coppa nazionale bulgara di calcio, iniziata il 25 ottobre 2005 e terminata il 24 maggio 2006.  Il CSKA Sofia ha vinto il trofeo per la diciottesima volta.

## Primo turno
A questo turno partecipano i 4 vincitori della terza divisione e le 28 squadre della Seconda Lega.
| Squadra 1             | Risultato       | Squadra 2            |
| --------------------- | --------------- | -------------------- |
| 25 ottobre 2005       |                 |                      |
| Nesebăr               | 2 – 1           | Etăr 1924            |
| Minyor Bobov Dol      | 1 – 0           | Dobrudža             |
| 26 ottobre 2005       |                 |                      |
| Spartak Pleven        | 4 – 1           | Zagorec              |
| Balkan Botevgrad      | 0 – 2           | Minyor Radnevo       |
| OFC Suvorovo          | 1 – 4           | Spartak Plovdiv      |
| Pirin Goce Delčev     | 2 – 0           | Spartak Varna        |
| Haskovo               | 2 – 0           | Montana              |
| Minjor Pernik         | 1 – 0           | Marica Plovdiv       |
| Pomorie               | 2 – 1           | Svetkavica           |
| Conegliano German     | 5 – 0           | Lokomotiv Mezdra     |
| Rilski Sportist       | 2 – 1           | Dunav Ruse           |
| Arkus Lyaskovets      | 0 - 0 (3-1 dtr) | Sliven               |
| Hebăr Pazardžik       | 0 – 0 (2-4 dtr) | Vidima-Rakovski      |
| Belite orli           | 2 – 4           | Jantra Gabrovo       |
| Šumen                 | 5 – 0           | Kaliakra             |
| 2 novembre 2005       |                 |                      |
| Černomorec 919 Burgas | 4 – 1           | Benkovski Kostinbrod |

## Sedicesimi di finale
A questo turno partecipano i 16 vincitori del turno precedente e le 15 squadre della Prima Lega. Il Černo More Varna passa direttamente alla fase successiva poiché la squadra del Pirin Blagoevgrad, contro cui viene sorteggiata, viene esclusa da ogni competizione ufficiale dalla BFS, a causa dei problemi economici della società. 
| Squadra 1             | Risultato       | Squadra 2         |
| --------------------- | --------------- | ----------------- |
| 9 novembre 2005       |                 |                   |
| Lokomotiv Plovdiv     | 1 – 2           | Marek Dupnica     |
| Spartak Pleven        | 4 – 1           | Spartak Plovdiv   |
| Rilski Sportist       | 1 – 0           | Slavia Sofia      |
| Pirin Blagoevgrad     | 2 – 1           | Lokomotiv Sofia   |
| Nesebăr               | 0 – 2 (dts)     | Rodopa Smoljan    |
| Minjor Pernik         | 1 – 2           | Beroe             |
| Vidima-Rakovski       | 3 – 1           | Minjor Bobov dol  |
| Černomorec 919 Burgas | 1 – 1 (4-5 dtr) | Nafteks Burgas    |
| Jantra Gabrovo        | 0 – 1           | Minyor Radnevo    |
| Arkus Lyaskovets      | 2 – 0           | Pirin Goce Delčev |
| 10 novembre 2005      |                 |                   |
| Conegliano German     | 0 – 2           | Liteks Loveč      |
| Pomorie               | 0 – 0 (4-5 dtr) | Šumen             |
| 11 novembre 2005      |                 |                   |
| Belasica Petrič       | 1 – 2           | CSKA Sofia        |
| Haskovo               | 0 – 2           | Levski Sofia      |
| 30 novembre 2005      |                 |                   |
| Botev Plovdiv         | 1 – 1 (3-4 dtr) | Vihren Sandanski  |

## Ottavi di finale
| Squadra 1        | Risultato   | Squadra 2         |
| ---------------- | ----------- | ----------------- |
| 10 dicembre 2005 |             |                   |
| Arkus Lyaskovets | 0 – 4       | Nafteks Burgas    |
| Rodopa Smoljan   | 0 – 2 (dts) | Pirin Blagoevgrad |
| Vidima-Rakovski  | 0 – 1 (dts) | Beroe             |
| Šumen            | 3 – 0       | Spartak Pleven    |
| Rilski Sportist  | 5 – 0       | Minyor Radnevo    |
| 14 dicembre 2005 |             |                   |
| Vihren Sandanski | 2 – 1       | Marek Dupnica     |
| 22 marzo 2006    |             |                   |
| Černo More Varna | 3 – 2 (dts) | Levski Sofia      |
| CSKA Sofia       | 1 – 0       | Liteks Loveč      |

## Quarti di finale
| Squadra 1         | Risultato       | Squadra 2        |
| ----------------- | --------------- | ---------------- |
| 12 aprile 2006    |                 |                  |
| Šumen             | 2 – 1 (dts)     | Rilski Sportist  |
| Pirin Blagoevgrad | 1 – 1 (4-5 dtr) | Nafteks Burgas   |
| CSKA Sofia        | 4 – 1           | Beroe            |
| Vihren Sandanski  | 0 – 2 (dts)     | Černo More Varna |

## Semifinali
| Squadra 1     | Risultato   | Squadra 2        |
| ------------- | ----------- | ---------------- |
| 3 maggio 2006 |             |                  |
| Šumen         | 1 – 2 (dts) | Černo More Varna |
| CSKA Sofia    | 4 – 1       | Nafteks Burgas   |

## Finale
| Arbitro: | Santiago Rodríguez |

|                               |           |            |
| Gărgorov 12’ 28’ Dah Zadi 34’ | Marcatori | 90+3’ Moke |